# Orange (V6の曲)
「Orange」（オレンジ）は、V6の28作目のシングル。2005年10月12日にavex traxから発売された。

## 解説
V6のデビュー10周年記念シングルである。
通常盤、初回限定盤A、初回限定盤Bの3形態がリリースされた。
振付は現EXILE/三代目 J SOUL BROTHERS from EXILE TRIBEのNAOTOが担当した。
「Orange」のPVはこのシングルには収録されておらず、2015年発売のベストアルバム『SUPER Very best』〈V6 20th ANNIVERSARY SHOP限定盤〉の特典DVDにて初めてDVDに収録された。

## 特典
- 通常盤
  - 特製フォトブックレット
- 初回限定盤A
  - DVD
  - 特殊ゴールドスリーブケース
- 初回限定盤B
  - V6 10周年ロゴ入り特製オレンジ・バンダナ
  - 特殊シルバースリーブケース

## 収録曲

### CD
※は通常盤のみ収録。
1. Orange
作詞・作曲・編曲：HIKARI
  - V6主演 映画『ホールドアップダウン』主題歌
2. 2nd bell
作詞：MIZUE
作曲：浅田直
編曲：h-wonder
3. INNOCENCE※ - 20th Century
作詞：小幡英之
作曲：石田匠
編曲：久米康隆
  - テレビ東京系アニメ『アイシールド21』オープニングテーマ
4. Like it!※
作詞・作曲：Gajin
編曲：YANAGIMAN
  - TBS系『ラブセン!』テーマソング
5. Orange（カラオケ）
6. 2nd bell（カラオケ）
7. INNOCENCE（カラオケ）※
8. Like it!（カラオケ）※

### DVD
※初回限定盤Aのみ
1. 映画「ホールドアップダウン」before story -walk-

## 収録アルバム
- 『musicmind』（#1）
  - シークレットトラックとして、アルバムバージョンを収録。
- 『Very best II』（#1, 通常盤#3）
- 『SUPER Very best』（#1）